# Euploea distans
Euploea distans är en fjärilsart som beskrevs av Talbot 1940. Euploea distans ingår i släktet Euploea och familjen praktfjärilar. Inga underarter finns listade i Catalogue of Life.